# 蛍光X線

蛍光X線の模式図。黒丸は電子、白丸は空孔を示す

蛍光X線（けいこうXせん、X-ray Fluorescence、XRF）とは、元素に特有の一定以上のエネルギーをもつX線を照射することによって、その物質を構成する原子の内殻の電子が励起されて生じた空孔に、外殻の電子が遷移する際に放出される特性X線のこと。その波長は内殻と外殻のエネルギー差に対応する。

## 蛍光X線元素分析法

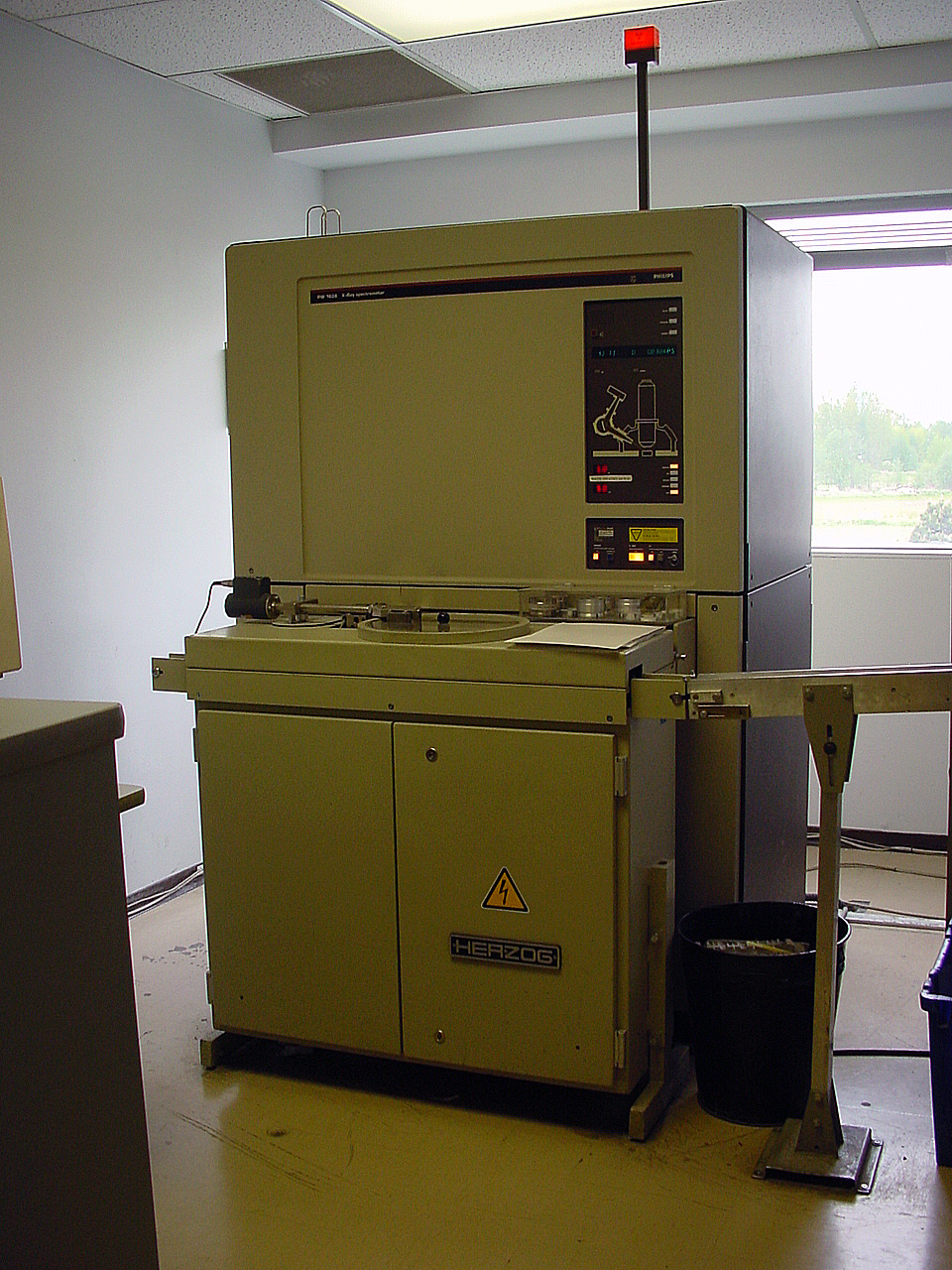
セメントプラントの品質保証ラボで用いられている自動サンプルフィード機能付きPhilips社XRF分析装置PW1606

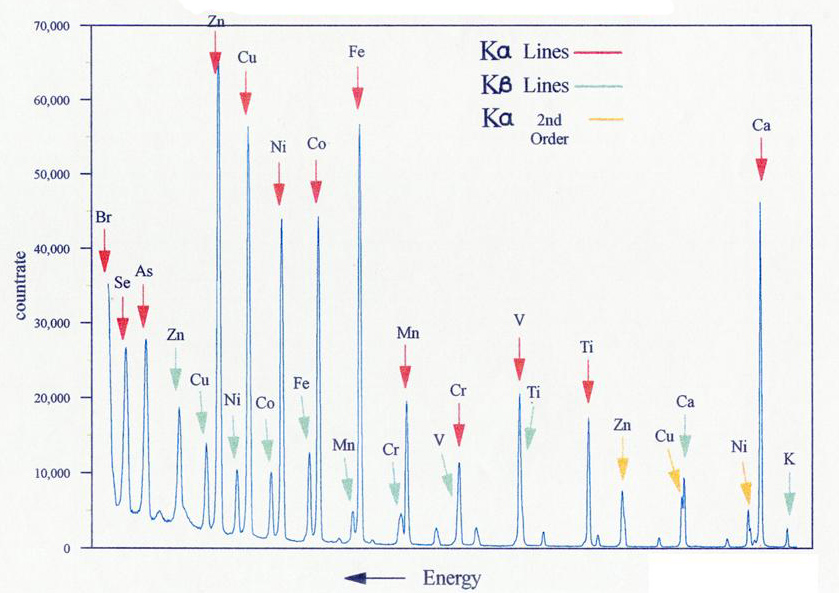
典型的な波長分散XRFスペクトル

60 kVにてロジウムターゲットから発生するX線のスペクトル。連続X線とK線が見られる。

内殻・外殻のエネルギー差は元素ごとに固有であるので、蛍光X線のエネルギーも元素に固有である。このことから、蛍光X線のエネルギーを実験的に求めることにより、測定試料を構成する元素の分析を行うことができる。あるいはその強度を測定することにより測定試料中の目的元素の濃度を求めることができる。このような元素分析の手法を蛍光X線元素分析法 (X-ray Fluorescence Analysis, XRF) と呼ぶ。

### 特徴
- 対象となる元素は実用的にはNa (Z = 11) 以上の原子番号を持つ元素である。
- 固体だけでなく水溶液などの分析も可能。
- 分析によって試料が破壊されることがない（非破壊分析）。
- 分析は一般には比較的短時間に済む。適当な測定法を用いれば多元素同時分析も可能である。
- 放射光を照射光源に用いた放射光蛍光X線分析法では、微量元素分析（ppm以下）、微小領域分析（μm以下）も可能になっている。

### X線源
蛍光X線分析で特定の元素の内殻電子を励起するためには特定のエネルギー（吸収端エネルギー）以上のエネルギーを持ったX線を照射する必要がある。照射するX線としては、透過性の大きい硬X線や空気に吸収されやすい軟X線は使用されない。X線源には最も一般的にはX線管球（一種の真空管）からのX線、また特殊な場合には放射性同位元素 (RI) からのX線が使用され、また近年は、放射光を励起源とした蛍光X線分析も行われている。

### 分光方式
市販装置は蛍光X線のエネルギー分析の方法の観点から、エネルギー分散型蛍光X線分析装置 (Energy Dispersive X-ray Fluorescence Spectrometer) と波長分散型蛍光X線分析装置 (Wavelength Dispersive X-ray Flourescence Spectrometer) に大別される。前者は検出器自体がX線のエネルギー分析機能を持つ半導体検出器を利用し、後者はブラッグの法則を利用した結晶分光器を用いてエネルギー分析を行う。前者は微小／微量試料の分析に向いておりまた複数元素の同時測定などに特徴あるが、エネルギー分解能は低いので多元素試料では定量性に欠ける場合もある。一方、後者はエネルギー分解能が高いので特定元素の定量性には優れており応用が広いが、感度は前者に比べて低い。蛍光X線分析法は、鉱物や金属、生物学試料の組成分析に広く用いられ、製造現場での品質管理や材料科学における原材料分析、医療分野での標本試料分析など、元素分析の分野で広範に利用されている。

### 定量方法
現在のXRF装置には、蛍光X線の強度と試料濃度の関係を表す検量線のデータベースが備わっているため、標準物質がなくても定量することができる。
ただし原子量の近い元素が高濃度で含まれているときは、目的元素の蛍光X線が他の元素に吸収されたり、（入射光ではなく）他の元素から出た蛍光X線によって目的元素が励起されたりする。これをマトリックス効果という。マトリックスによって検量線の直線性が悪くなるため、ファンダメンタル・パラメータ法などによって補正される。
酸素などの軽元素ではXRF分析ができない。そのため軽元素はコンプトン散乱の強度から濃度を概算する。

### ハンドヘルドXRF
従来の検出器は液体窒素で冷却する必要があったが、近年のシリコンドリフト検出器は非冷却式で低廉化が進み、スクラップの品質を分析するようなフィールドでの使用を前提とした携帯型の蛍光X線分析装置が$6000未満で市販される。また、焦電結晶を用いる事で乾電池で作動するX線源も開発される。

## 用途
環境分析や科学捜査での異同識別等で有害元素や微量物質の検出などに使用される。空港等で爆発物、禁止薬物の検出にも使用される。

## EPMA・PIXE
蛍光X線法と類似の元素分析方法として、内殻電子の励起源として電子線や陽子・荷電粒子を用いる方法もある。これらは内殻励起の機構が異なり、得られるスペクトルにもその特徴が現れることからそれぞれ使い分けられている。電子線を用いた分析装置は電子線マイクロアナライザ (EPMA) などがあり、陽子・荷電粒子を励起源とした分析法は粒子線（陽子）励起X線発光法 (PIXE) と呼ばれる。マーズ・サイエンス・ラボラトリーやフィラエのような惑星探査機にはキュリウム244やプルトニウム240のような放射性同位体を励起源としたαプロトンX線分光計が搭載され、成果を挙げている。

## 蛍光X線ホログラフィ
原子の立体配置を回折パターンから一義的に逆算できないという位相問題の解決のために蛍光X線ホログラフィの開発が進められる。